# Zotte Nelles
Jan Corneel Tisson (Duffel, 20 mei 1855 - Mortsel, 4 februari 1929) alias Zotte Nelles was een excentriek persoon uit Duffel. Zijn evenbeeld is nu een stadsreus in Duffel.
Jan Corneel Tisson werd geboren als zoon van dagloners Pieter Jan en Anna Isabella Geens. Nelles, dialect voor Cornelius, ging vrij excentriek door het leven, schuwde hard werk en had op alles een antwoord.
Zijn folklorische karakter en vooral zijn grote passie voor de jongste reus uit de Duffelse ballonnekesstoet, Kinnebaba, zorgde er uiteindelijk voor dat hijzelf postuum geadopteerd werd door de fictieve reuzenfamilie en dat zijn evenbeeld vandaag nog als reus mee de jaarlijkse folklorestoet aflegt.
Zotte Nelles stierf ongehuwd in een instelling te Mortsel.